# Epidendrum polychlamys
Epidendrum polychlamys är en orkidéart som beskrevs av Rudolf Schlechter. Epidendrum polychlamys ingår i släktet Epidendrum och familjen orkidéer. Inga underarter finns listade i Catalogue of Life.